# كين فانينج
كين فانينج هو شخصية أعمال وسياسي أمريكي، ولد في 28 أبريل 1947. نشط حزبياً في الحزب الجمهوري. وقد انتخب عضو مجلس شيوخ ألاسكا ‏.